# Nikolay Yushmanov
Nikolay Yushmanov (né le 18 décembre 1961) est un athlète soviétique russe spécialiste du 100 mètres et du 200 mètres.

## Carrière

### Palmarès
| Date | Compétition                | Lieu      | Résultat | Épreuve    | Performance |
| ---- | -------------------------- | --------- | -------- | ---------- | ----------- |
| 1985 | Coupe du monde des nations | Canberra  | 6e       | 100 mètres | 10 s 26     |
| 1985 | Coupe du monde des nations | Canberra  | 3e       | 4 × 100 m  | 38 s 35     |
| 1986 | Goodwill Games             | Moscou    | 2e       | 4 × 100 m  | 38 s 19     |
| 1986 | Championnats d'Europe      | Stuttgart | 1er      | 4 × 100 m  | 38 s 29     |

### Records
| Épreuve    | Performance | Lieu      | Date           |
| ---------- | ----------- | --------- | -------------- |
| 100 mètres | 10 s 10     | Leningrad | 7 juin 1986    |
| 200 mètres | 20 s 77     | Moscou    | 7 juillet 1986 |